# Мин, Георгий Александрович
Гео́ргий Алекса́ндрович Мин (9 [21] декабря 1855, Санкт-Петербург — 13 [26] августа 1906, станция Новый Петергоф) — свитский генерал-майор (07.01.1906), командир лейб-гвардии Семёновского полка (1904-1906), активный участник подавления революции 1905 года.

## Биография
Родился в 1855 году в семье генерал-лейтенанта Александра Егоровича Мина (1822—1889), русского дворянина, отец которого, Георг Мин (1757—1830), был приглашён Д. М. Полторацким в Россию из Шотландии в качестве инженера игольного завода в Истье Рязанской губернии.
В 1872 году он окончил 1-ю Петербургскую классическую гимназию.
С 8 октября 1874 года — вольноопределяющийся 2-го разряда в лейб-гвардии Семёновском полку. После того, как он успешно сдал экзамен на офицера при 2-м Константиновском училище 30 июня 1876 года был произведён в чин прапорщика. Участвовал в русско-турецкой войне 1877—1878 гг. С 30.08.1877 — подпоручик, с 08.04.1884 — поручик, с 30.08.1887 — штабс-капитан, с 28.03.1893 — капитан. Командовал 5-й ротой и ротой Его Величества, затем 4-м батальоном (1898—1904) Семёновского полка. Был произведён 6 декабря 1898 года в полковники.
В период 12.12.1902—05.12.1904 командовал 12-м Астраханским гренадерским полком (Москва). С 5.12.1904 — командующий, с 07.01.1906 — командир лейб-гвардии Семёновского полка.
Когда в начале декабря Московский генерал-губернатор Дубасов понял, что с восстанием ему не справиться и просил прислать из Петербурга бригаду, командующий войсками Петербургского военного округа великий князь Николай Николаевич хотел отказать, но император Николай II приказал отправить в Москву вместо бригады Семёновский полк.
Со своим полком Мин энергично участвовал в подавлении московского восстания в декабре 1905 года. 15 декабря Мин с полком прибыл в Москву. Получив указания от Дубасова, Мин отправил третий батальон полка под командованием полковника Римана на Московско-Казанскую железную дорогу для ликвидации восстания там, а сам с остальными тремя батальонами и полубатареей лейб-гвардии 1-й артиллерийской бригады, прибывшей вместе с полком, немедленно перешёл к боевым действиям в районе Пресни, где ликвидировал центр восстания. По утверждению советских историков, Мин издал приказ подчинённым: «Арестованных не иметь, пощады не давать». Из расстрелянных наиболее известны эсер, руководитель боевой дружины Казанской железной дороги Алексей Ухтомский и член РСПРП, организатор боевой дружины Даниловского сахарорафинадного завода Фёдор Мантулин.
За свои действия в Москве Мин заслужил особую похвалу императора Николая II, в 1906 году был произведён в генерал-майоры с зачислением в Свиту, в апреле получил денежную премию «с присовокуплением царского поцелуя».
Георгий Александрович Мин был убеждённым монархистом и испытывал верноподданнические чувства к императору, за что не раз критиковался в либеральной и революционной прессе.
Был убит 13 (26) августа 1906 года на глазах жены и дочери четырьмя выстрелами в спину на перроне станции Новый Петергоф эсеркой-террористкой Коноплянниковой. Был похоронен в Введенском соборе лейб-гвардии Семёновского полка.
Исключён из списков убитым (высочайшим приказом о чинах военных 18.08.1906).

## Награды
Российские:
- Орден Святой Анны 4-й степени с надписью «За храбрость» (1878)
- Орден Святого Станислава 3-й степени с мечами и бантом (1878)
- Орден Святой Анны 3-й степени (1886)
- Орден Святого Станислава 2-й степени (1894)
- Орден Святой Анны 2-й степени (1899)
- Орден Святого Владимира 4-й степени с бантом (1902) - за 25 лет беспорочной службы в офицерских чинах
- Орден Святого Владимира 3-й степени (1905) - за подавление Декабрьского восстания в Москве

Иностранные:
- Крест «За переход через Дунай» (Румыния, 1878)
- Кавалер ордена Почётного легиона (Франция, 1897)
- Орден Железной короны 3-й степени (Австрия, 1898)
- Орден Благородной Бухары 2-й степени (Бухара, 1900)
- Командор ордена Святых Маврикия и Лазаря (Италия, 1903)
- Орден Льва и Солнца 2-й степени (Персия, 1905)